# بات ماكدونالد
بات ماكدونالد هو لاعب كرة قدم أمريكية كندي، ولد في 20 فبراير 1982 في تورونتو في كندا.